# Creu de Ribes
La Creu de Ribes és una creu de terme de Sant Pere de Ribes (Garraf) situada a la urbanització Santa Bàrbara.

## Descripció
És una creu llatina de braços rectes gravats amb terminacions triflorades. En una cara presenta la imatge de Crist crucificat i a l'altra la Mare de Déu. El capitell és hexagonal com el fust i té gravats motius vegetals. Està fixada sobre una base esgraonada de pedra lligada amb morter.

## Història
Al llibre Les Creus al vent hi surt una foto de l'any 1908. Va ser destruïda durant la Guerra Civil. Algun personatge anònim la devia recuperar i guardar, fins que va ser restituïda amb les peces antigues. L'any 2006 va ser restaurada de nou. Curiosament, els sitgetans l'anomenen 'Creu de Ribes' i els ribetans 'Creu de Sitges'.